# 克雷加文區
克雷加文區 （Craigavon Borough Council；愛爾蘭語：Comhairle Baile Craigavon）是北愛爾蘭的一個區，位於北愛南部內湖南岸。面積378平方公里，2006年人口 86,800人。區行政中心為波基當。